# Wenona (Illinois)
Wenona è un comune degli Stati Uniti d'America, situato nello Stato dell'Illinois, diviso tra la contea di Marshall e la contea di LaSalle.